# Nhất Tiến
Nhất Tiến là một xã thuộc huyện Bắc Sơn, tỉnh Lạng Sơn, Việt Nam.
Xã Nhất Tiến có diện tích 68,65 km², dân số năm 1999 là 2.921 người, mật độ dân số đạt 43 người/km².
Theo thống kê năm 2019, xã Nhất Tiến có diện tích 68,65 km², dân số là 4.047 người, mật độ dân số đạt 59 người/km².